# 保罗·维塞

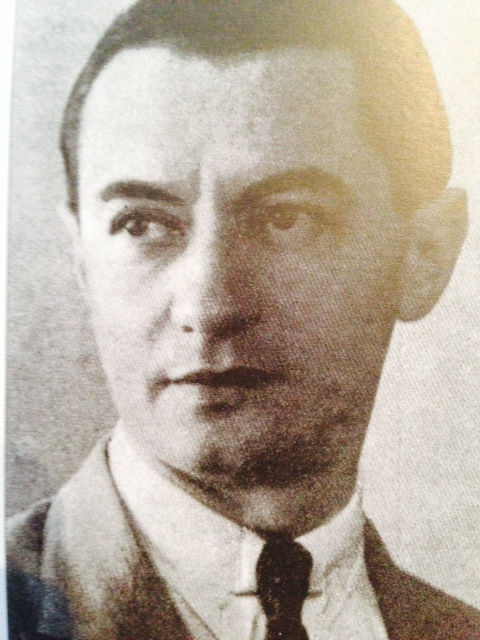
保罗·维塞在印度支那西贡，1946年

保罗·维塞（Paul Veysseyre）, 1896年10月5日—1963年11月8日）是一位法国建筑师，在战间期活跃于中国的上海法租界，以及法属印度支那，以设计大量装饰艺术风格的建筑著称。

## 生平
保罗·维塞于1896年出生于法国中部卢瓦尔省的努瓦雷塔布勒。1912到1914年，在巴黎师从建筑大师希达纳（Georges Chedanne），受其鼓励，进入巴黎高等美术学院（école des Beaux-Arts）。1915年4月参军作战，1916年升为中尉。战后，保罗·维塞放弃学业。1921年，保罗·维塞受聘到中国天津工作，半年后派往上海。1922年，他离开公司，在上海与亚历山大·赉安合作，成立了赉安洋行。1926年，他们完成了上海法国总会（Cercle Sportif Français），在二战以前，这里是上海法国侨民社区的中心，现在则是一家五星级的日资酒店（花园饭店）。他们在上海设计了许多建筑，其中有许多现在都已被列为上海市优秀历史建筑加以保护。
1937年，淞沪会战爆发，保罗·维塞一度从戎，参与保卫法租界。随后离开上海，前往越南西贡，与河内美术学院代理校长亚瑟·克鲁兹（Arthur Kruze）合作，继续开设建筑师事务所。他们设计了大量的别墅、公寓、学校、博物馆、银行、电影院、车库、医院以及许多宗教建筑（教堂、修道院），总数超过100座。其中包括一些名人住宅，例如例如保大皇帝在大叻的别墅、法国驻印度支那总督的官邸，以及东方汇理银行经理住宅。战争期间，保罗·维塞一直留在越南，直到1951年。1963年，保罗·维塞在法国安德尔-卢瓦尔省的图尔去世。 
现在在上海浦东迪士尼度假區附近的奕歐來購物村，其主街維塞大道（Boulevard Paul Veysseyre），以保罗·维塞來命名，完全采用装饰艺术风格，以纪念保罗·维塞设计的优秀建筑作品。

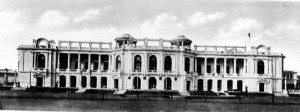
上海法国总会
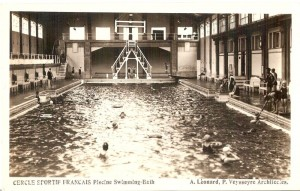
上海法国总会
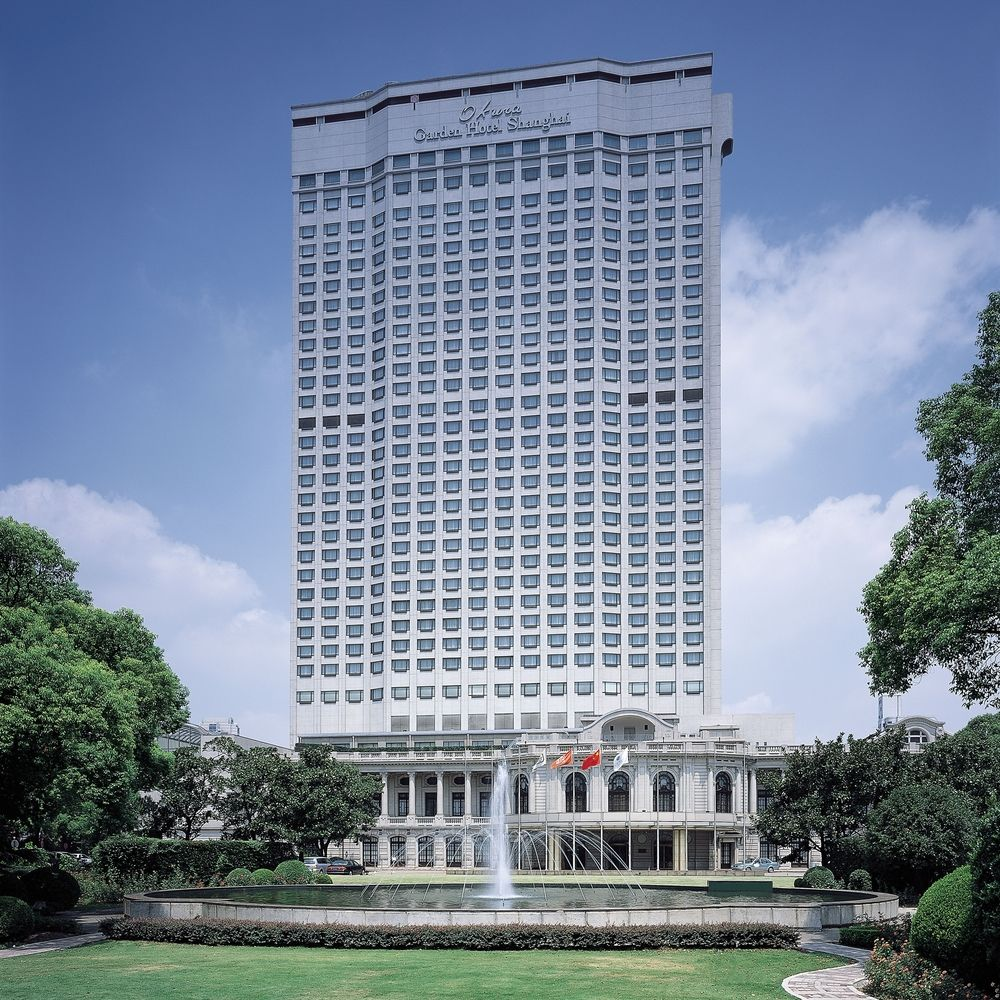
上海法国总会与花园饭店
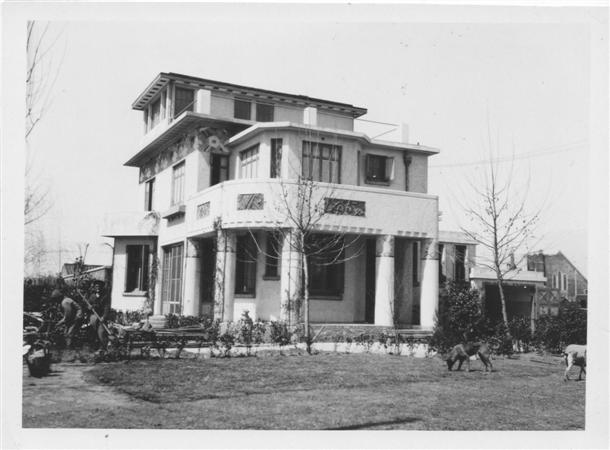
Résidence de Paul Veysseyre et Elise Rieuf Shanghai
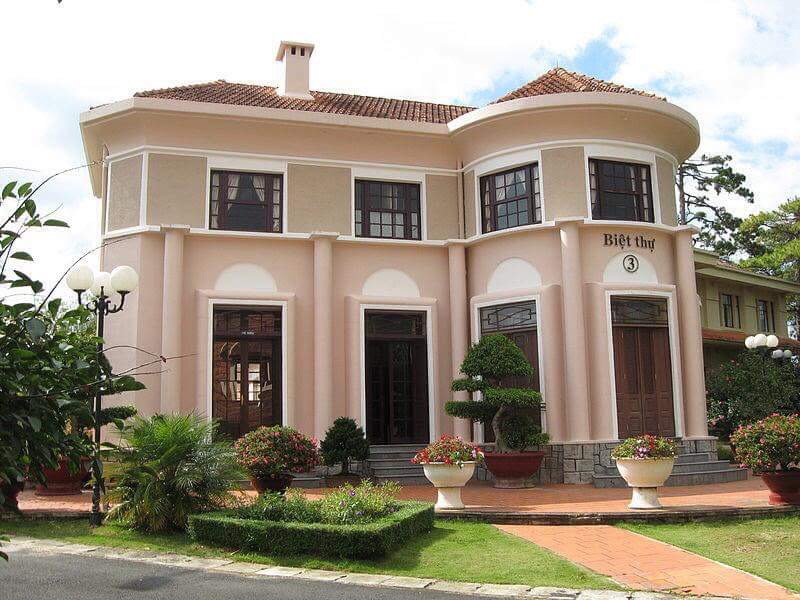
大叻别墅
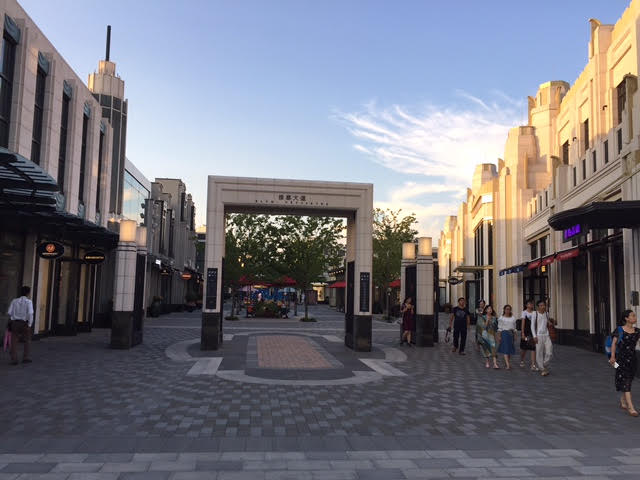
上海維塞大道